# Estat Portuguesa
Portuguesa és un dels 23 estats en què és dividida Veneçuela amb capital a Guanare. El territori de Portuguesa està repartit administrativament en els municipis de:
1. Agua Blanca (Agua Blanca)
2. Araure (Araure)
3. Esteller (Píritu)
4. Guanare (Guanare)
5. Guanarito (Guanarito)
6. Monseñor José Vicente de Unda (Paraíso de Chabasquén)
7. Ospino (Ospino)
8. Páez (Acarigua)
9. Papelón (Papelon)
10. San Genaro de Boconoito (Boconoito)
11. San Rafael de Onoto (San Rafael de Onoto)
12. Santa Rosalía (El Playón)
13. Sucre (Biscucuy)
14. Turén (Villa Bruzual)